# Língua hazaragi
Hazaragié uma variante do idioma Persa falada pelos Hazara, povo do Afeganistão, do Irã e Paquistão. As principais diferenças entre o Persa padrão e o Hazaragi são pronúncia e a grande quantidade de palavras de origem Turcomana e Mongóis no seu vocabulário.

## Classificação
O Hazaragi é em última anális) uma variedade oriental de língua persa que foi classificada como uma linguagem separada e como um dialeto do persa, com empréstimos significativos de línguas mongólicas. É membro do ramo Iraniano da família indo-europeia e está intimamente relacionado com a língua dari, outra variedade oriental do persa e uma das duas línguas principais em Afeganistão. As principais diferenças entre Dari e Hazaragi são as acentuações e a grande quantidade de palavras mongólicas no Hazaragi . Apesar dessas diferenças, elas são mutuamente inteligíveis.
Na província Daykondi, o Hazaragi tem uma significativa mistura de influência mongólica na língua via línguas Karluk.

## Geografia
As estimativas acadêmicas da população de fala Hazaragi variam nas proximidade de 8,8 milhões de falantes. O Hazaragi é falado pelos Hazaras, que vivem principalmente no Afeganistão (predominantemente na região Hazarajat, bem como nas principais áreas urbanas), com as comunidades da diáspora no Paquistão (particularmente Quetta) , Irã (particularmente Mexed), leste do Uzbequistão, norte do Tajikistão, nas Américas, Europa e Austrália.
Nos últimos anos, uma população substancial de refugiados Hazara se instalou na Austrália, levando o Departamento de Imigração e Cidadania a avançar para um reconhecimento oficial da língua Hazaragi. Atualmente, a NAATI (Autoridade Nacional de Credenciamento para Tradutores e Intérpretes) realiza testes de interpretação para Hazaragi como um idioma distinto, observando em materiais de teste que Hazaragi varia de acordo com o dialeto e que qualquer dialeto de Hazaragi pode ser usado em testes de interpretação quanto tempo como seria entendido pelo falante médio. Os materiais de teste também observam que Hazaragi em alguns locais tem sido significativamente influenciada por LÍNGUAS E DIALETOS LOCAIS.

## História
A história da língua do povo Hazara tem sido uma questão de algum debate. Enquanto alguns estudiosos acreditam que os Hazarsa originalmente falaram uma linguagem Mongol, alguns estudiosos bem estabelecidos como Bacon e Schumann acredito que o idioma original dos Hazaras foi o Dari desde o início
Durante o tempo do rei Babur, que veio para Afeganistão no século XVI, os Hazaras falavam a língua mongólica de seus antepassados. Um dialeto Hazara Persa distinto começou a surgir entre os povos do Hazarajat no final do século XVIII. Não é certo quando o mongol morreu como uma língua viva em Hazarajat. De acordo com G. K. Dulling, " eles deixaram de ser falantes mongóis até o final do século XVIII, o mais tardar, e então falavam um espécie de língua tajique".

### Declínio do mongol
Parece haver dois motivos principais que causaram o desaparecimento do Mongol e o surgimento de Hazaragi entre os povos do Hazarajat. A primeira foi a civilização persa, que afetou fortemente as pessoas que vivem nas montanhas do Afeganistão central. A segunda razão principal foi a religião do Islã e o papel da língua persa no Islã.

### Influência persa
língua persa se estendeu e se espalhou para fora dos limites do Irã e suplantou a língua dos mongóis. Após o assalto mongol no Irã de 1219 a 1221 e do assassínio de homens cultos, alguns deles fugiram e saíram para Grande [[Coração (região histórica)]  (agora em grande parte do norte Afeganistão), de quem um grande número também se refugiou no sul da Ásia (hoje Índia e Paquistão). Diz-se que o Sufismo tanto  iraniano quanto  não-iraniano deixou memórias indeléveis na propagação do persa.
A segunda geração dos mongóis, a fim de manter o controle de um país de língua persa, necessariamente se adaptou à cultura e à língua persa. O vínculo e o amor da cultura e do idioma iranianos ficaram tão amados pelos governantes mongóis que eles próprios se tornaram os melhores defensores da cultura e da língua iraniana. As cortess dos reis do Império Mogol, como Akbar, Shah Jahan e Jahangir atraíram muitos poetas iranianos e homens de cultura.
Quando o governante Nader Xá do Império Afexárida  conquistou Candaar em 1150, para propagar a língua persa no Afeganistão, ele plantou assentamentos do Irã e mudou várias pessoas do Afeganistão, a quem ele estabeleceu por concessões de terras no centro do Irã. Os Quizilbaches foram um desses. 

### Persa e Islã
Uma das razões por trás do fim do Mongol foi a religião do Islã. A língua persa tornou-se tão parte da religião do Islã que na região quase que foi aonde o Islã tomou raízes, o Persa também entrou dessa forma, na própria fé e pensamento das pessoas que abraçam o Islã no sul da Ásia. 
Tamerlão, embora tenha cometido muitas depredações, foi criado de acordo com a cultura iraniana e patrocinou o aprendizado do Persa, de modo que Samarcanda e Herat se tornaram sedes da aprendizagem iraniana.
Da mesma forma, o Ilcanato Mongol (uma tribo principal dos antepassados dos governantes Hazara) tornou-se tão envolvido com o persa que depois de Iskan Khan, quando os mongóis foram às montanhas da atual Hazarajat, levaram o idioma persa e o Xiismo junto.
Há alguns Mongóis, principalmente em Karez e Kundur entre Meymaneh e Herat (noroeste e oeste do Afeganistão), que ainda falam a língua mongol que outros Hazaras não compreendem. 

## Influência mongol
Com o tempo, a língua mongol desapareceu do Afeganistão como língua viva entre os Hazara. No entanto, o Hazaragi contém um número considerável de palavras mongóis. A primeira língua conhecida do povo Hazara, herdada dos mongóis, veio sendo suplantada pelo ambiente em que os falantes vivem no Afeganistão, os Hazara estão adicionando cada vez mais Dari à sua língua, enquanto no Paquistão estão recebendo maispalavras do Urdu e do Inglês.
Conforme Dulling, "Gramaticalmente, o mongol provavelmente era bastante puro, mas continha uma certa quantidade de linguagem original, persa e seu substrato. Parece, também, que, devido ao longo período que separava os assentamentos mongóis iniciais e finais, a própria língua mongol não era homogênea, contendo como não apenas o Mongol médio, mas também os elementos mongóis modernos."
A existência de línguas mongóis é discutida na obra de Hayat Mohammad Khan Hayate Afghan:

Parece difícil classificar o idioma falado por eles, pois é uma amálgama de vários dialetos. Do persa falado por eles, não se pode determinar definitivamente a qual "qaum" [raça, pessoas] eles pertencem. Seu idioma se parece com o de Zabulis. Baber em suas memórias às vezes escreveu que são mongóis e as palavras da Mongólia estão em sua língua; e em outro lugar ele (Baber) os chama Hazara Turcomanos, as palavras turcas também são encontradas em suas línguas. Se eles são turcos, por que há uma profusão de mongol em sua língua? Considerando que seu vizinho no norte são turcos do Turquestão e no sul, há dialetos Pashto. É estranho que as pessoas no meio tenham uma língua persa própria.
Khan conclui que, devido à sua conexão no governo em Zabol, seu idioma sofreu uma mudança em um dialeto de persa falado pelos Zabulis, e seus próprios dialetos mongóis deixaram de existir ao longo do tempo.

## Gramática
A estrutura gramatical de Hazaragi  é praticamente idêntica à do Persa Kabuli. A característica mais marcante deste dialecto é o seu léxico que inclui muitos itens notáveis de origem incerta. G. K. Dulling  considera que "o dialeto presente" consiste em três estratos:
1. Persa pré-mongol, com seu próprio substrato;
2. Língua mongol;
3. Tajique moderno, que preserva nele elementos de (1) e (2).

Dulling provavelmente está certo quando afirma, que "esses dialetos são essencialmente formas do tajique moderno [mais corretamente, Dari]; eles são, no entanto, lexicamente distintivos o suficiente para merecer o nome especial local de Hazaragi ".
Exemplos do vocabulário incluem:
- Mongol: mongol moderno ber, Hazaragi beri ("noiva"). mongol moderno alga, Hazaragi alagha ("palma da mão"). mongol moderno hulgai, Hazaragi qulaghay ("ladrão").
- Turco: ata ("pair"); kaṭa ("grande"); qara ("negro").[28]

## Morfologia
O marcador derivativo mais produtivo é  -i , e os marcadores plurais são  -o  para o inanimado (como em  kitab-o , que significa "livros"; ver Persa Predefinição:Tradu) e  -û  para o animado (como em  birar-û , que significa "irmãos"; ver Persa   - ān ). O marcador vocativo enfático é  u  ou  -o , o marcador indefinido é  -i , e o marcador de objeto específico é  - (r) a . O marcador comparativo é  -tar  (como  kalû-tar , que significa "maior"). Adjetivos e substantivos dependentes seguem o substantivo principal e são conectados por  -i  (como em  kitab-i mamud ', que significa' o livro de Maḥmud '). Os possessivos de tópicos precedem o nome principal marcado pelo sufixo pessoal remanescente (como em  Zulmay ayê-ši , literalmente "Zulmay, sua mãe"). As preposições incluem, além dos padrões persas,  ḵun (i)  (que significa "com, por meio de", "'da' '(significado" in "; ver Persa | fa |' 'dar' ', o último geralmente substitui' 'ba' '(que significa "to") na função dativa. As post-posições de origens externas incluem comitativo' '-qati' '(que significa "junto com") e' '(az) -worî  (que significa "like"). Os interrogativos normalmente funcionam como indefinidos (como em 'kudam' ', que significa "que, alguém").
| Singular/Plural | 1ª pessoa           | 2ª pessoa                                | 3ª pessoa                      |
| --------------- | ------------------- | ---------------------------------------- | ------------------------------ |
| singular        | ma [Eu] (man)       | tu [você] (tu)                           | e/u [este, aquele] (w)         |
| plural          | mû [Nós] (mo)       | šimû/šumû (cumo)                         | yo/wo [estes aqueles] (icon)   |
| singular        | -um [Minha] -em     | -it/khu/–tû [teu, de você] (-et)         | -iš/-(i)ši [dele/dela] (-ec)   |
| plural          | -mû [Nossa] (-emon) | –tû/-šimû/šumû [vosso, de vocês] (-eton) | -iš/-(i)ši [deles(as)] (-econ) |

### Partículas, conjunções, outros
Estes incluem  atê / arê , que significa "sim";  amma  ou  wali , que significa "mas";  balki , que significa "no entanto";  šaydi , que significa "talvez";  ale , que significa "agora"; e  wuḵt-a , que significa "então". Estes também são marcados por tonicidade inicial distintiva.
| Hazaragi   | Persa/Dari  | Português |
| ---------- | ----------- | --------- |
| Amyale     | aknun       | agora     |
| dalil'dera | dalil darad | quem sabe |

### Verbos
O marcador imperfeito é "mi-  (variantes assimiladas:  m- ,  mu- ,  m- ,  mê- , como em  mi-zan- um , eu bati, eu estou batendo "). O marcador subjuntivo e imperativo é "bi-" (com assimilação similar). A negação é  na-  (como em  na-mi-zad-um , "eu não estava batendo"). Estes geralmente atraem tonicidade.

### Tempos
O sistema de tempo, modo e aspecto geralmente é bastante diferente do persa ocidental. O sistema de tempo básico é triplo: presente-futuro, passado e mais remoto (mais que perfeito). Novos paradigmas modais desenvolvidos para além dos subjuntivos:
- O não visto / ou visto que se origina no resultado-estativo perfeito (por exemplo,  zad-ēm ; ver Persa   zada (e) am ), que perdeu em grande parte o seu uso não-modal;
- o potencial, ou suposto, que é marcado pelo invariante  ḵot  (ver persa  xāh-ad  ou  xād , "quer, pretende") combinado com as formas indicadas e subjuntivas.

Além disso, todas as formas passadas e remotas desenvolveram formas imperfeitas marcadas por "mi-". Existem dúvidas sobre vários das formas menos encontradas, ou registradas, em particular aqueles com  ḵot . No entanto, o arranjo sistemático de todas as formas de acordo com sua função morfológica, assim como semântica, mostra que essas formas se encaixam bem no padrão geral. O sistema pode ser como tentativa mostrado da seguinte forma (todas as formas são 1ª singular), deixando para fora formas complexas complexas, como  zada ḵot mu-buda baš-um .
No pressuposto, a distinção parece não estar entre presente versus passado, mas indefinido versus definido. Além disso, semelhante a todas as variedades persas, as formas imperfeitas em "mi-" e as formas perfeitas do passado as, como  mi-zad-um  e  zada bud-um , são usadas em condições irreais e desejos; por exemplo,  kaški zimi qulba kadagi mu-but , "Se o campo só fosse / tivesse sido lavrado!" Os verbos modais, como "tan-" ("poder"), são construídos com o participio perfeito; por exemplo,  ma bû-r-um, da čaman rasid-a ḵot tanist-um , "eu vou, e posso chegar a Čaman". A nominalização participativa é típica, tanto com o participio perfeito (por exemplo,  kad-a , '(tendo) feito') e com o participio derivado com significado passivo  kad-ag-i , "tendo sido feito "(eg,  zimin-i qulba kada-ya ," O campo é arado ";  zamin-i qulba (na-) šuda-ra mi-ngar-um ," Estou olhando para um campo arado / não explorado "; 'imrûz [u ḵondagi] tikrar mu-kun-a' '," Hoje ele repete (lendo) o que ele havia lido "). O gerúndio (por exemplo,  kad-an-i , "a ser feito") também é produtivo, como em  yag čiz, ki uftadani baš-a, ma u-ra qad-dist-ḵu girift-um , tulḡa kad-um , "Um objeto, que estava prestes a cair, eu agarrei e segurei". O clítico  -ku  ou  -ḵu  atualiza partes do discurso,    'o predicado; como em  i-yši balsa, ma-ḵu da ḵona mand-um , "Ele mesmo saiu, eu, porém, fiquei". 

## Fonologia
Como um grupo de variedades orientais da língua Dari (Persa), as consideradas variedades mais formais e clássicas do persa, Hazaragi retém a fricativa sonora [γ], e a articulação bilabial [w] tomou emprestadas as (raras) retroflexas [ṭ] e [ḍ]; como em buṭ ("bota") vs. but ("ídolo") (do persa bot); e raramente articuladas [h]. A convergência da oclusiva uvular sonora [ɢ] (ق) e a fricativa velar sonora [ɣ] (غ) no Persa Ocidental (provável influência das línguas turcomanas), é ainda mantida separada em Hazara.
Os ditongos são [ay], [aw] e [ēw] (cf. Persa ab, āb, ûw). O sistema vocal é típico persa oriental, caracterizado pela perda da distinção por extensão da vogalnção, a retenção de vogais médias e o arredondamento de [ā] e [å/o], alternando com a amálgama [a] ou [û] (cf. Persa ān).
A tonicidade é dinâmica e similar àquela das variantes Dari e Tajique do Persa,e também não variável. Em geral, cai na última sílaba de uma forma nominal, incluindo os sufixos derivativos e uma série de marcadores morfológicos. É típica a inserção de vogais epênticas em “clusters” de consoantes (como em pašm para póšum; "lã") e redução da voz no final (como em in ḵût; "próprio").

## Escritas
O Hazaragi usa duas escritas: o alfabeto latino tradicional com suas 25 letras (não tem o V) mais as letras D, G, S, U, Z com diacríticos e ainda o apóstrofo ('); Usa também o alfabeto árabe com 40 letras e 10 algarismos;

## Amostra de texto
دَش رَفتُم پلِشِ سب نبد, نم شِیو بد. ىك مجك ِستدُم, اُ مهقچرَك دَر جیو بد. نگه بِیدَر شادَك پِر جسر مدَر اَﻭ.
Transliteração
Doš raftum pališi sob nabud, nim šew bud. Yak maxak istadum, u mahqacarak dar xew bud. Nagah bedar šodak pir xosur madar aw.
Português
Na noite passada eu fui para o lado dela, não era na manhã, mas no meio da noite. Eu tomei um pequeno beijo, e a sobrancelha cego da lua estava dormindo. De repente, a  sua velha sogra despertou.